# Leucotabanus albibasis
Leucotabanus albibasis är en tvåvingeart som först beskrevs av Juan Brèthes 1910.  Leucotabanus albibasis ingår i släktet Leucotabanus och familjen bromsar. Inga underarter finns listade i Catalogue of Life.